# Bierta Kołokolcewa
Albiertina Iosifowna „Bierta” Kołokolcewa (ros. Альбертина Иосифовна „Берта” Колокольцева, ur. 29 października 1937 w Kemerowie) – rosyjska łyżwiarka szybka reprezentująca ZSRR, brązowa medalistka olimpijska.

## Kariera
Największy sukces w karierze Bierta Kołokolcewa osiągnęła w 1964 roku, kiedy zajęła trzecie miejsce w biegu na 1500 m podczas igrzysk olimpijskich w Innsbrucku. W zawodach tych wyprzedziły ją jedynie rodaczka Lidija Skoblikowa oraz Kaija Mustonen z Finlandii. Był to jej jedyny start olimpijski i zarazem jedyny występ na jakiejkolwiek imprezie międzynarodowej. W 1964 roku zdobyła mistrzostwo Związku Radzieckiego w biegu na 1000 m, a na dystansie 1500 m była trzecia. W wieloboju jej najlepszymi wynikami były czwarte miejsce w 1962 roku i piąte dwa lata później.